# Hog Island (Alaska)
Hog Island ist eine kleine unbewohnte Insel der Fox Islands, die zu den Aleuten gehören. Das Eiland liegt in einer Bucht an der Nordküste Unalaskas. 1852 wurde Hog erstmals als Oknodok Island von Michail Tebenkow in den Seekarten verzeichnet. Der Name Schweineinsel (Hog = Schwein) stammt von den Haustieren,  die russische Seefahrer hier freigelassen haben.